# Patrick Modeste
Patrick Modeste (ur. 30 września 1976) – grenadyjski piłkarz grający na pozycji obrońcy. Jest wychowankiem klubu Anchor Queen’s Park Rangers.

## Kariera klubowa
Karierę piłkarską Modeste rozpoczął w klubie Anchor Queen’s Park Rangers. W jego barwach zadebiutował w pierwszej lidze grenadyjskiej i od czasu debiutu jest jego podstawowym zawodnikiem. W 2002 roku wywalczył z nim mistrzostwo Grenady.

## Kariera reprezentacyjna
W reprezentacji Grenady Modeste zadebiutował w 1996 roku. W 2009 roku zagrał w 3 meczach Złotego Pucharu CONCACAF: ze Stanami Zjednoczonymi (0:4), z Haiti (0:2) i z Hondurasem (0:4). W 2011 roku został powołany do kadry na Złoty Puchar CONCACAF 2011.